# Corymorpha abaxialis
Corymorpha abaxialis is een hydroïdpoliep uit de familie Corymorphidae. De poliep komt uit het geslacht Corymorpha. Corymorpha abaxialis werd in 1962 voor het eerst wetenschappelijk beschreven door Kramp. 